# Katholisch-Apostolische Kirche Brasiliens

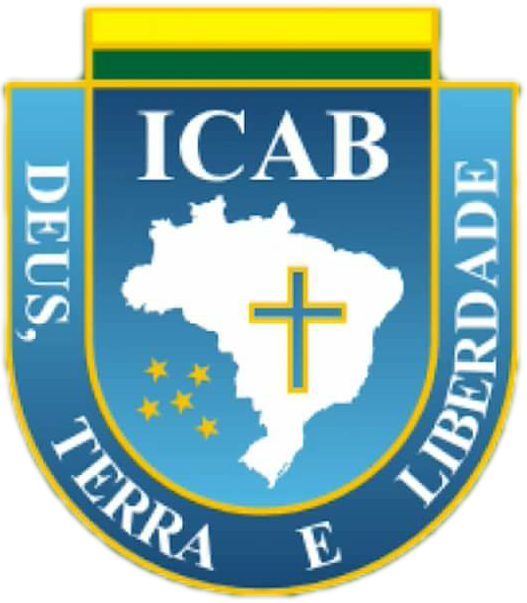
Emblem der Igreja Católica Apostólica Brasileira

Die Katholisch-Apostolische Kirche Brasiliens (portugiesisch Igreja Católica Apostólica Brasileira, ICAB) ist eine 1945 gegründete unabhängige katholische Kirche mit Sitz in Brasília.

## Geschichte
Die Katholisch-Apostolische Kirche Brasiliens wurde am 18. August 1945 vom ehemaligen katholischen Bischof von Botucatu Carlos Duarte Costa gegründet. In der neuen Kirche fanden verschiedene Kräfte zueinander, die schon seit längerer Zeit eine reformorientierte Nationalkirche für Brasilien schaffen wollten. Konflikte mit der Leitung der römisch-katholischen Kirche, welche zum Bruch führten, bestanden unter anderem auf Grund der Ablehnung des Unfehlbarkeitsdogmas und der als profaschistisch empfundenen Politik des Vatikans gegenüber den Regimen in Brasilien, Italien und Deutschland durch Duarte Costa.
Duarte Costa ordinierte eigene Priester und auch Bischöfe, darunter Salomão Barbosa Ferraz. Mehrere Geistliche wurden auch ins Ausland entsandt. Die Sukzessionslinie der Mariaviten in Felicjanów wird von der Katholisch-Apostolischen Kirche Brasiliens nicht als gültig anerkannt, da diese Frauen ordiniert. Daher werden die Ämter der Mariaviten nicht nur als ungültig anerkannt, sondern man geht bei ICAB davon aus, dass diese ihre apostolische Nachfolge verloren haben.
Die ICAB hatte zeitweise bis zu 2 Millionen Mitglieder. Nach dem Tod von Carlos Duarte Costa 1961 kam es in der von ihm gegründeten Kirche zu Streitigkeiten und Schismen. Salomão Barbosa Ferraz kehrte in die römisch-katholische Kirche zurück. Nach drei Jahren der Krise gelangte Luis Fernando Castillo Méndez 1964 an die Spitze der ICAB. Er ließ sich den Titel „Patriarch“ geben.
Seit dem Tod von Patriarch Luis Fernando Castillo Mendez 2009 ist Patriarch Josivaldo Pereira de Oliveira der Präsident der Igreja Católica Apostólica Brasileira. Bei der Volkszählung 2010 gaben 560.781 Personen an, dieser Kirche anzugehören (0,29 % der Bevölkerungszahl 2010). 2022 hatte die ICAB nach eigenen Angaben 48 Bischöfe in 39 Diözesen mit 500.000 Gläubigen.